# Мегіно-Кангаласький улус
Мегіно-Кангаласький улус (якут. Мэҥэ Хаҥалас улууһа, рос. Мегино-Кангаласский улус) — муніципальний район у центральній частині Республіки Саха (Якутія). Адміністративний центр — смт Нижній Бестях. Утворений у 1930 році.

## Населення
Населення району становить 30 460 осіб (2014).

## Адміністративний поділ
Район адміністративно поділяється на 31 муніципальне утворення.

## Відомі особистості
У районі народилась:
- Гаврильєва Валентина Миколаївна (* 1944) — якутська письменниця (с. Майя).